# NBL 2018/19
Die NBL 2018/19 war die 41. Austragung der australasischen National Basketball League. Die mit sieben Teams aus Australien und einem Team aus Neuseeland ausgetragene Meisterschaft begann am 11. Oktober 2018 und endete am 17. März 2019. Im Finale konnten sich die Perth Wildcats in der Best-of-Five-Serie gegen die Melbourne United in vier Spielen durchsetzen und damit ihren neunten Meistertitel erringen.

## Modus
Jedes Team trägt in der regulären Saison 14 Heim- und 14 Auswärtsspiele aus. Die in der Endtabelle auf den ersten vier Plätzen stehenden Teams qualifizieren sich für die Playoffs. Das beste Team der Hauptrunde spielt im Halbfinale gegen den Vierten, während der Zweite gegen den Dritten spielt. Im Halbfinale gilt der Best-of-Three-Modus, während im Finale der Best-of-Five-Modus angewendet wird.

## Pre-Saison
In der Pre-Saison kam es in Nordamerika zu sieben Vergleichen von NBL-Teams mit NBA-Teams. Alle sieben Spiele gingen verloren. Dagegen konnte eine NBL-All-Star-Auswahl in China, gegen die chinesische Nationalmannschaft, von drei Spielen zwei gewinnen.

## Reguläre Saison
Die am 11. Oktober 2018 beginnende 41. Austragung der NBL legte zwischen dem 26. November und dem 4. Dezember 2018 und dem 18. und 26. Februar 2019 eine Pause ein, um den australischen und neuseeländischen Nationalspielern die Teilnahme an der Qualifikation  zur Basketball-Weltmeisterschaft 2019 zu ermöglichen. Beide Nationalmannschaften qualifizierten sich für das Turnier.

## Tabelle
Abschlusstabelle nach Ende der Hauptrunde
- Für die Play-offs qualifiziert

| Pl. | Team                 | Spiele | Siege | Niederlagen | Siegquote | Punkte+ | Punkte- | Punktedifferenz | Heimbilanz | Auswärtsbilanz |
| --- | -------------------- | ------ | ----- | ----------- | --------- | ------- | ------- | --------------- | ---------- | -------------- |
| 01. | Perth Wildcats       | 28     | 18    | 10          | 64,29 %   | 2499    | 2355    | +144            | 12:2       | 6:8            |
| 02. | Melbourne United     | 28     | 18    | 10          | 64,29 %   | 2586    | 2478    | +108            | 10:4       | 8:6            |
| 03. | Sydney Kings         | 28     | 18    | 10          | 64,29 %   | 2438    | 2380    | +58             | 9:5        | 9:5            |
| 04. | Brisbane Bullets     | 28     | 14    | 14          | 50,00 %   | 2503    | 2480    | +23             | 9:5        | 5:9            |
| 05. | Adelaide 36ers       | 28     | 14    | 14          | 50,00 %   | 2687    | 2681    | +6              | 6:8        | 8:6            |
| 06. | New Zealand Breakers | 28     | 12    | 16          | 42,86 %   | 2649    | 2641    | −8              | 7:7        | 5:9            |
| 07. | Illawarra Hawks      | 28     | 12    | 16          | 42,86 %   | 2493    | 2664    | −171            | 8:6        | 4:10           |
| 08. | Cairns Taipans       | 28     | 6     | 22          | 21,43 %   | 2400    | 2576    | −176            | 3:11       | 3:11           |

## Play-offs

### Modus
Die auf den ersten vier Plätzen der Abschlusstabelle der regulären Saison platzierten Mannschaften qualifizieren sich für die Play-offs. Die beste Mannschaft tritt dabei gegen die viertbeste und die zweitbeste gegen die drittbeste Mannschaft an. Das Halbfinale wird im Best-of-three-Modus und das Finale im Best-of-five-Modus entschieden.

### Spiele
|  | Halbfinale | Halbfinale       | Halbfinale       | Halbfinale | Halbfinale |                |    | Finale           | Finale | Finale | Finale | Finale | Finale | Finale |
|  |            |                  |                  |            |            |                |    |                  |        |        |        |        |        |        |
|  | 1          | Perth Wildcats   | 89               | 84         |            |                |    |                  |        |        |        |        |        |        |
|  | 4          | Brisbane Bullets | 59               | 79         |            |                |    |                  |        |        |        |        |        |        |
|  | 4          | Brisbane Bullets | 59               | 79         | 1          | Perth Wildcats | 81 | 74               | 96     | 97     |        |        |        |        |
|  |            |                  |                  |            |            | Perth Wildcats | 81 | 74               | 96     | 97     |        |        |        |        |
|  |            | 2                | Melbourne United | 71         | 92         | 67             | 82 |                  |        |        |        |        |        |        |
|  | 2          | 2                | Melbourne United | 71         | 92         | 67             | 82 | Melbourne United | 95     | 90     |        |        |        |        |
|  | 2          |                  |                  |            |            |                |    |                  | 95     | 90     |        |        |        |        |
|  | 3          | Sydney Kings     | 73               | 76         |            |                |    |                  |        |        |        |        |        |        |

### Spielstatistiken
Halbfinale
| 28. Februar 2019 19:20 Uhr | boxscore | Perth Wildcats 89, Brisbane Bullets 59               | Perth Wildcats 89, Brisbane Bullets 59 | Perth Wildcats 89, Brisbane Bullets 59                      | Perth Arena, Perth Zuschauer: 10.587 Schiedsrichter: M. Aylen, S. Beker, D. Lyons | Fox Sports |
| 28. Februar 2019 19:20 Uhr | boxscore | Punkte pro Viertel: 23:16, 18:24, 30:15, 18:4        |                                        |                                                             | Perth Arena, Perth Zuschauer: 10.587 Schiedsrichter: M. Aylen, S. Beker, D. Lyons | Fox Sports |
| 28. Februar 2019 19:20 Uhr | boxscore | Punkte: Cotton 22 Rebounds: Kay 10 Assists: Cotton 6 |                                        | Punkte: Gliddon 18 Rebounds: Hodgson 7 Assists: Patterson 6 | Perth Arena, Perth Zuschauer: 10.587 Schiedsrichter: M. Aylen, S. Beker, D. Lyons | Fox Sports |
| 28. Februar 2019 19:20 Uhr | boxscore | Perth Wildcats führt in der Serie 1:0                |                                        |                                                             | Perth Arena, Perth Zuschauer: 10.587 Schiedsrichter: M. Aylen, S. Beker, D. Lyons | Fox Sports |

| 2. März 2019 13:50 Uhr | boxscore | Brisbane Bullets 79, Perth Wildcats 84                      | Brisbane Bullets 79, Perth Wildcats 84 | Brisbane Bullets 79, Perth Wildcats 84               | Brisbane Entertainment Centre, Brisbane Zuschauer: 5519 Schiedsrichter: M. Aylen, D. Lyons, S. Beker | Fox Sports |
| 2. März 2019 13:50 Uhr | boxscore | Punkte pro Viertel: 20:25, 21:24, 21:20, 17:15              |                                        |                                                      | Brisbane Entertainment Centre, Brisbane Zuschauer: 5519 Schiedsrichter: M. Aylen, D. Lyons, S. Beker | Fox Sports |
| 2. März 2019 13:50 Uhr | boxscore | Punkte: Patterson 19 Rebounds: Bairstow 7 Assists: Gibson 5 |                                        | Punkte: White 24 Rebounds: Kay 15 Assists: Cotton 10 | Brisbane Entertainment Centre, Brisbane Zuschauer: 5519 Schiedsrichter: M. Aylen, D. Lyons, S. Beker | Fox Sports |
| 2. März 2019 13:50 Uhr | boxscore | Perth Wildcats gewinnt die Serie 2:0                        |                                        |                                                      | Brisbane Entertainment Centre, Brisbane Zuschauer: 5519 Schiedsrichter: M. Aylen, D. Lyons, S. Beker | Fox Sports |

| 28. Februar 2019 19:50 Uhr | boxscore | Melbourne United 95, Sydney Kings 73              | Melbourne United 95, Sydney Kings 73 | Melbourne United 95, Sydney Kings 73                                | Melbourne Arena, Melbourne Zuschauer: 7566 Schiedsrichter: J. Chapman, V. Mayberry, C. Reid | Fox Sports |
| 28. Februar 2019 19:50 Uhr | boxscore | Punkte pro Viertel: 24:24, 28:11, 19:18, 24:20    |                                      |                                                                     | Melbourne Arena, Melbourne Zuschauer: 7566 Schiedsrichter: J. Chapman, V. Mayberry, C. Reid | Fox Sports |
| 28. Februar 2019 19:50 Uhr | boxscore | Punkte: Ware 22 Rebounds: Boone 7 Assists: Ware 7 |                                      | Punkte: Newley 17 Rebounds: Bogut 7 Assists: Bowen, Lisch, Newley 3 | Melbourne Arena, Melbourne Zuschauer: 7566 Schiedsrichter: J. Chapman, V. Mayberry, C. Reid | Fox Sports |
| 28. Februar 2019 19:50 Uhr | boxscore | Melbourne United führt in der Serie 1:0           |                                      |                                                                     | Melbourne Arena, Melbourne Zuschauer: 7566 Schiedsrichter: J. Chapman, V. Mayberry, C. Reid | Fox Sports |

| 3. März 2019 14:20 Uhr | boxscore | Sydney Kings 76, Melbourne United 90                                | Sydney Kings 76, Melbourne United 90 | Sydney Kings 76, Melbourne United 90                  | Qudos Bank Arena, Sydney Zuschauer: 14.569 Schiedsrichter: V. Mayberry, C. Reid, J. Boyer | Fox Sports |
| 3. März 2019 14:20 Uhr | boxscore | Punkte pro Viertel: 24:22, 16:20, 18:25, 18:23                      |                                      |                                                       | Qudos Bank Arena, Sydney Zuschauer: 14.569 Schiedsrichter: V. Mayberry, C. Reid, J. Boyer | Fox Sports |
| 3. März 2019 14:20 Uhr | boxscore | Punkte: Adnam, Lisch 13 Rebounds: Bogut 12 Assists: Bogut, Randle 5 |                                      | Punkte: Ware 30 Rebounds: Boone 8 Assists: McCarron 5 | Qudos Bank Arena, Sydney Zuschauer: 14.569 Schiedsrichter: V. Mayberry, C. Reid, J. Boyer | Fox Sports |
| 3. März 2019 14:20 Uhr | boxscore | Melbourne United gewinnt die Serie 2:0                              |                                      |                                                       | Qudos Bank Arena, Sydney Zuschauer: 14.569 Schiedsrichter: V. Mayberry, C. Reid, J. Boyer | Fox Sports |

Finale
| 8. März 2019 19:20 Uhr | boxscore | Perth Wildcats 81, Melbourne United 71                       | Perth Wildcats 81, Melbourne United 71 | Perth Wildcats 81, Melbourne United 71             | Perth Arena, Perth Zuschauer: 12.490 Schiedsrichter: J. Boyer, M. Aylen, V. Mayberry | Fox Sports |
| 8. März 2019 19:20 Uhr | boxscore | Punkte pro Viertel: 14:13, 15:20, 31:14, 21:24               |                                        |                                                    | Perth Arena, Perth Zuschauer: 12.490 Schiedsrichter: J. Boyer, M. Aylen, V. Mayberry | Fox Sports |
| 8. März 2019 19:20 Uhr | boxscore | Punkte: White 19 Rebounds: Cotton, White 8 Assists: Cotton 8 |                                        | Punkte: Ware 19 Rebounds: Boone 12 Assists: Ware 4 | Perth Arena, Perth Zuschauer: 12.490 Schiedsrichter: J. Boyer, M. Aylen, V. Mayberry | Fox Sports |
| 8. März 2019 19:20 Uhr | boxscore | Perth Wildcats führt in der Serie 1:0                        |                                        |                                                    | Perth Arena, Perth Zuschauer: 12.490 Schiedsrichter: J. Boyer, M. Aylen, V. Mayberry | Fox Sports |

| 10. März 2019 14:50 Uhr | boxscore | Melbourne United 92, Perth Wildcats 74                                      | Melbourne United 92, Perth Wildcats 74 | Melbourne United 92, Perth Wildcats 74                     | Melbourne Arena, Melbourne Zuschauer: 10.062 Schiedsrichter: M. Aylen, V. Mayberry J. Chapman | Fox Sports |
| 10. März 2019 14:50 Uhr | boxscore | Punkte pro Viertel: 20:20, 22:21, 26:16, 24:17                              |                                        |                                                            | Melbourne Arena, Melbourne Zuschauer: 10.062 Schiedsrichter: M. Aylen, V. Mayberry J. Chapman | Fox Sports |
| 10. März 2019 14:50 Uhr | boxscore | Punkte: Goulding, Ware 14 Rebounds: Kennedy 14 Assists: Kennedy, McCarron 4 |                                        | Punkte: Cotton 19 Rebounds: Kay 8 Assists: Cotton, White 4 | Melbourne Arena, Melbourne Zuschauer: 10.062 Schiedsrichter: M. Aylen, V. Mayberry J. Chapman | Fox Sports |
| 10. März 2019 14:50 Uhr | boxscore | Serie ausgeglichen 1:1                                                      |                                        |                                                            | Melbourne Arena, Melbourne Zuschauer: 10.062 Schiedsrichter: M. Aylen, V. Mayberry J. Chapman | Fox Sports |

| 15. März 2019 19:35 Uhr | boxscore | Perth Wildcats 96, Melbourne United 67                     | Perth Wildcats 96, Melbourne United 67 | Perth Wildcats 96, Melbourne United 67                             | Perth Arena, Perth Zuschauer: 13.412 Schiedsrichter: M. Aylen, V. Mayberry, C. Reid | Fox Sports |
| 15. März 2019 19:35 Uhr | boxscore | Punkte pro Viertel: 21:16, 21:20, 28:15, 26:16             |                                        |                                                                    | Perth Arena, Perth Zuschauer: 13.412 Schiedsrichter: M. Aylen, V. Mayberry, C. Reid | Fox Sports |
| 15. März 2019 19:35 Uhr | boxscore | Punkte: White 31 Rebounds: Kay, White 7 Assists: Cotton 10 |                                        | Punkte: Barlow, Kennedy 13 Rebounds: Kennedy 10 Assists: Kennedy 6 | Perth Arena, Perth Zuschauer: 13.412 Schiedsrichter: M. Aylen, V. Mayberry, C. Reid | Fox Sports |
| 15. März 2019 19:35 Uhr | boxscore | Perth Wildcats führt in der Serie 2:1                      |                                        |                                                                    | Perth Arena, Perth Zuschauer: 13.412 Schiedsrichter: M. Aylen, V. Mayberry, C. Reid | Fox Sports |

| 17. März 2019 14:20 Uhr | boxscore | Melbourne United 84, Perth Wildcats 97                      | Melbourne United 84, Perth Wildcats 97 | Melbourne United 84, Perth Wildcats 97               | Melbourne Arena, Melbourne Zuschauer: 10.007 Schiedsrichter: M. Aylen, V. Mayberry, C. Reid | Fox Sports |
| 17. März 2019 14:20 Uhr | boxscore | Punkte pro Viertel: 28:26, 17:27, 12:15, 27:29              |                                        |                                                      | Melbourne Arena, Melbourne Zuschauer: 10.007 Schiedsrichter: M. Aylen, V. Mayberry, C. Reid | Fox Sports |
| 17. März 2019 14:20 Uhr | boxscore | Punkte: Ware 18 Rebounds: Boone 7 Assists: Goulding, Ware 4 |                                        | Punkte: Cotton 28 Rebounds: Kay 10 Assists: Martin 6 | Melbourne Arena, Melbourne Zuschauer: 10.007 Schiedsrichter: M. Aylen, V. Mayberry, C. Reid | Fox Sports |
| 17. März 2019 14:20 Uhr | boxscore | Perth Wildcats gewinnt die Serie 3:1                        |                                        |                                                      | Melbourne Arena, Melbourne Zuschauer: 10.007 Schiedsrichter: M. Aylen, V. Mayberry, C. Reid | Fox Sports |

## Spielerstatistiken
Alle Statistiken beziehen sich auf die reguläre Saison + die Play-off-Spiele.
| Platz | Name          | Team             | Spiele | Schnitt |
| ----- | ------------- | ---------------- | ------ | ------- |
| 1.    | Melo Trimble  | Melbourne United | 28     | 22,5    |
| 2.    | Bryce Cotton  | Perth Wildcats   | 31     | 21,8    |
| 3.    | Casper Ware   | Sydney Kings     | 34     | 18,8    |
| 4.    | Shawn Long    | Melbourne United | 28     | 18,3    |
| 5.    | Jerome Randle | Adelaide 36ers   | 29     | 17,9    |

| Platz | Name         | Team             | Spiele | Schnitt |
| ----- | ------------ | ---------------- | ------ | ------- |
| 1.    | Andrew Bogut | Sydney Kings     | 30     | 11,6    |
| 2.    | Shawn Long   | Melbourne United | 28     | 9,1     |
| 3.    | Nicholas Kay | Perth Wildcats   | 34     | 8,7     |
| 4.    | Josh Boone   | Illawarra Hawks  | 34     | 8,3     |
| 5.    | DJ Kennedy   | Melbourne United | 31     | 7,3     |

| Platz | Name          | Team                   | Spiele | Schnitt |
| ----- | ------------- | ---------------------- | ------ | ------- |
| 1.    | Nathan Sobey  | S.E. Melbourne Phoenix | 28     | 5,3     |
| 2.    | Melo Trimble  | Melbourne United       | 28     | 4,6     |
| 3.    | Casper Ware   | Sydney Kings           | 34     | 4,5     |
| 4.    | Ramone Moore  | Adelaide 36ers         | 19     | 4,2     |
| 5.    | Jerome Randle | Adelaide 36ers         | 29     | 4,2     |

| Platz | Name          | Team             | Spiele | Schnitt |
| ----- | ------------- | ---------------- | ------ | ------- |
| 1.    | Damian Martin | Perth Wildcats   | 28     | 1,6     |
| 2.    | Alonzo Gee    | Brisbane Bullets | 4      | 1,5     |
| 3.    | Jordair Jett  | Illawarra Hawks  | 28     | 1,5     |
| 4.    | Kevin Lisch   | Sydney Kings     | 29     | 1,4     |
| 5.    | Bryce Cotton  | Perth Wildcats   | 31     | 1,3     |

| Platz | Name          | Team                   | Spiele | Schnitt |
| ----- | ------------- | ---------------------- | ------ | ------- |
| 1.    | Andrew Bogut  | Sydney Kings           | 30     | 2,7     |
| 2.    | Shawn Long    | Melbourne United       | 28     | 1,5     |
| 3.    | Josh Boone    | Illawarra Hawks        | 34     | 1,4     |
| 4.    | Andrew Ogilvy | Illawarra Hawks        | 27     | 1,1     |
| 5.    | Tai Wesley    | S.E. Melbourne Phoenix | 28     | 1,1     |

## Individuelle Auszeichnungen
- Most Valuable Player der regulären Saison (Andrew Gaze Trophy): Andrew Bogut (Sydney Kings)
- Rookie of the Year: Harry Froling (Adelaide 36ers)
- Best Defensive Player (Damian Martin Trophy): Andrew Bogut (Sydney Kings)
- Best Sixth Man: Reuben Te Rangi (Brisbane Bullets)
- Most Improved Player: Reuben Te Rangi (Brisbane Bullets)
- Fans MVP: Bryce Cotton (Perth Wildcats)
- Coach of the Year (Lindsay Gaze Trophy): Dean Vickerman (Melbourne United)
- Referee of the Year: Michael Aylen
- All-NBL First Team:
  - Casper Ware (Melbourne United)
  - Bryce Cotton (Perth Wildcats)
  - Lamar Patterson (Brisbane Bullets)
  - Nick Kay (Perth Wildcats)
  - Andrew Bogut (Sydney Kings)
- All-NBL Second Team:
  - Jerome Randle (Sydney Kings)
  - Melo Trimble (Cairns Taipans)
  - Nathan Sobey (Adelaide 36ers)
  - Daniel Johnson (Adelaide 36ers)
  - Shawn Long (New Zealand Breakers)
- Grand Final Series MVP (Larry Sengstock Medal): Terrico White (Perth Wildcats)

## Weblink
- Offizielle Website der NBL (englisch)

1979 |
1980 |
1981 |
1982 |
1983 |
1984 |
1985 |
1986 |
1987 |
1988 |
1989 |
1990 |
1991 |
1992 |
1993 |
1994 |
1995 |
1996 |
1997 |
1998 |
1998/99 |
1999/00 |
2000/01 |
2001/02 |
2002/03 |
2003/04 |
2004/05 |
2005/06 |
2006/07 |
2007/08 |
2008/09 |
2009/10 |
2010/11 |
2011/12 |
2012/13 |
2013/14 |
2014/15 |
2015/16 |
2016/17 |
2017/18 |
2018/19 |
2019/20 |
2020/21 |
2021/22 |
2022/23 |
2023/24 |
2024/25 |
2025/26